# Diacheila
Diacheila is een geslacht van kevers uit de familie van de loopkevers (Carabidae). De wetenschappelijke naam van het geslacht is voor het eerst geldig gepubliceerd in 1844 door Motschulsky.

## Soorten
Het geslacht Diacheila omvat de volgende soorten:
- Diacheila arctica Gyllenhal, 1810
- Diacheila fausti Heyden, 1887
- Diacheila polita Faldermann, 1835